# Мендоса Дэвис, Карлос
Карлос Мендоса Дэвис — мексиканский политический деятель, губернатор штата Южная Нижняя Калифорния с 15 сентября 2015 года.

## Образование
Мендоса получил диплом с отличием в Национальном автономном университете Мексики в 1992 году, где написал диссертацию по правам человека и их защите в мексиканском конституционном праве. В 1994 году он посещал летнюю школу Международного и сравнительного права во Франции, спонсируемую юридической школой Корнеля и Парижским университетом. Он поступил в магистратуру в юридическую школу Корнелла в Итаке и получил степень магистра права (LLM) в 1995 году с научной работой под названием Нарушение прав человека в странах третьего мира как повод для введения экономических санкций. В 2002 году он получил стипендию Чивнинга от Министерства иностранных дел и по делам Содружества Великобритании, в 2003 году окончил Лондонскую школу экономики и политических наук со степенью магистра сравнительной политики в Латинской Америке, защитив диссертацию под названием Борьба с отмыванием денег в Мексике: критическая оценка.

## Политическая карьера
В 2012 году он был избран в Сенат, представляя свой штат с 2012 по 2015 год, после чего подал в отставку со своего поста, чтобы стать кандидатом на пост губернатора штата. Он одержал победу на выборах, будучи избранным губернатором на период с 2015 по 2021 год.